# White House Farm Murders
White House Farm Murders (White House Farm) ist eine britische Krimi-Miniserie über einen realen Mordfall vom August 1985, bei dem in Essex fünf Familienmitglieder erschossen wurden. Sie basiert neben Interviews und Recherchen hauptsächlich auf einem Sachbuch der Schriftstellerin Carol Ann Lee und einem des Hinterbliebenen Colin Caffell. Den als Täter verurteilten Sohn der Familie, Jeremy Bamber, spielt in der führenden Hauptrolle Freddie Fox.

## Handlung
Jeremy Bamber und Sheila Caffell sind die (miteinander nicht verwandten) Adoptivkinder von June und Neville Bamber; mit ihrem Exmann Colin Caffell hat Sheila zwei Zwillingssöhne. Sheila, ein ehemaliges Model mit Schizophrenie, ist noch nicht lange aus einer Psychiatrie entlassen und erhält Injektionen, die sie eigentlich absetzen will. Wenige Tage vor der Tat hat Colin Sheila und ihre sechsjährigen Söhne zu dem Farmhaus der Eltern gebracht – der „White House Farm“ außerhalb von Tolleshunt D’Arcy, Essex –, während Jeremy dort als Farmarbeiter aushilft. In der Nacht zum 7. August 1985 alarmiert Jeremy von seinem Zuhause aus die Polizei, sein Vater habe ihn angerufen, dass Sheila durchgedreht sei und ein Gewehr habe. Als die Polizei eintrifft und nach einer halben Stunde endlich das Haus betritt, finden sie fünf Tote: die Eltern und die Söhne, die von Sheila erschossen worden sein sollen, und Sheila, die sich selbst erschossen habe.
DCI Thomas „Taff“ Jones zählt den Fall als Mitnahmesuizid und will ihn schnell abschließen. DS Stan Jones gibt er die Aufgabe, „sich um die Familie zu kümmern.“ So befragt er Jeremy und dessen Freundin Julie Mugford, Colin, und Cousine Ann Eaton. Beim Betrachten des Tatorts findet Stan aber Ungereimtheiten, sodass er die Theorie des Mitnahmesuizids in Frage stellt. Auch Ann zweifelt daran, dass Sheila die Täterin sein könnte, und beide glauben, dass es Jeremy gewesen sei, doch Taff will davon nichts hören und die Leichen werden bald an Jeremy zur Einäscherung freigegeben. Nachdem Jeremys homosexueller Freund Brett Collins erschienen ist und er selbst seine Freundin damit provoziert, mit anderen Frauen zu flirten, geht Julie letztendlich zur Polizei und macht eine Aussage, dass Jeremy schon seit längerem davon gesprochen habe, seine Eltern umbringen zu wollen, und für die Tat Marcus McBride engagiert habe, der aber ein Alibi hat. Nach einer kurzen Flucht mit Brett nach Saint-Tropez wird Jeremy festgenommen.
Am 2. Oktober 1986 findet der Prozess gegen ihn statt. Julie sagt gegen Jeremy aus und Colin spricht über Sheila. Jeremy versucht, Julie als Lügnerin und Sheila als gewalttätig darzustellen. Die Staatsanwaltschaft bringt Beweise vor, die Jeremys Aussagen und Darstellung der Tatnacht widersprechen. Die Jury spricht am Ende Jeremy der Morde schuldig.

## Episodenliste
| Nr. | Regie            | Drehbuch      | Veröffentlichung (UK) | Veröffentlichung (D) |
| --- | ---------------- | ------------- | --------------------- | -------------------- |
| 1   | Paul Whittington | Kris Mrksa    | 8. Januar 2020        | 20. August 2020      |
| 2   | Paul Whittington | Kris Mrksa    | 15. Januar 2020       | 20. August 2020      |
| 3   | Paul Whittington | Giula Sandler | 22. Januar 2020       | 20. August 2020      |
| 4   | Paul Whittington | Kris Mrksa    | 29. Januar 2020       | 20. August 2020      |
| 5   | Paul Whittington | Giula Sandler | 5. Februar 2020       | 20. August 2020      |
| 6   | Paul Whittington | Kris Mrksa    | 12. Februar 2020      | 20. August 2020      |

## Besetzung und Synchronisation
Die deutschsprachige Synchronisation entstand nach Dialogbüchern und unter der Dialogregie von Stefan Krüger durch Splendid Synchron GmbH.
| Rolle              | Folgen       | Darsteller        | Synchronsprecher   |
| Hauptfiguren       | Hauptfiguren | Hauptfiguren      | Hauptfiguren       |
| ------------------ | ------------ | ----------------- | ------------------ |
| Jeremy Bamber      | 1–6          | Freddie Fox       | Amadeus Strobl     |
| DS Stan Jones      | 1–6          | Mark Addy         | Lutz Schnell       |
| Ann Eaton          | 1–6          | Gemma Whelan      |                    |
| Colin Caffell      | 1–6          | Mark Stanley      | Karlo Hackenberger |
| Julie Mugford      | 1–6          | Alexa Davies      |                    |
| Sheila Caffell †   | 1–2, 5       | Cressida Bonas    | Nicole Hannak      |
| June Bamber †      | 1–3          | Amanda Burton     | Heike Schroetter   |
| Nevill Bamber †    | 1–3          | Nicholas Farrell  | Rainer Gerlach     |
| DCI Thomas Jones   | 1–6          | Stephen Graham    | Olaf Reichmann     |
| Brett Collins      | 3–6          | Alfie Allen       | Roman Wolko        |
| Nebenfiguren       |              |                   |                    |
| Nicholas Caffell † | 1, 5         | Jude Barrowcliffe |                    |
| David Caffell †    | 1, 5         | Nate Barrowcliffe |                    |
| DC Mick Clark      | 1–6          | Scott Reid        | Dirk Stollberg     |
| CS George Harris   | 1–5          | Sean Gilder       |                    |
| Heather Amos       | 1–5          | Grace Calder      | Susanne Geier      |
| Peter Eaton        | 2–4, 6       | Oliver Dimsdale   |                    |
| David Boutflour    | 2–4, 6       | Richard Goulding  |                    |
| Sally Jones        | 3–6          | Millie Brady      |                    |
| Tracey Brown       | 3–5          | Amy McCallum      |                    |
| Marcus McBride     | 3–5          | Tom Christian     | Matthias Busch´    |

## Produktion
Im März 2018 entwickelte Fernsehautor Kris Mrksa, der zuletzt für BBC One die Serie Requiem geschaffen hatte, für den Sender iTV die sechsteilige Serie über den Mordfall Jeremy Bamber. Neben Mrksa wurden Episodendrehbücher von Giula Sandler geschrieben (beide waren vorher an Glitch beteiligt); die Regie übernahm Paul Whittington. Der Hinterbliebene Colin Caffell, auf dessen Memoiren die Produktion zur Recherche zurückgriff, fungierte als Berater für die Serie. Verschiedene vorangegangene Angebote von Personen, die den Fall verfilmen wollten, an diesen mitzuarbeiten, hatte er abgelehnt.
Die Besetzung der Serie wird angeführt von Freddie Fox als Bamber und enthält, wie die Presse bemerkte, mehrere Schauspielern aus Game of Thrones. Gedreht wurde zwar in Essex, aber aus Respekt nicht im Umfeld der tatsächlichen Farm. Das stattdessen ausgewählte Haus gewann aufgrund seiner ländlichen Isolation und Schönheit sowie hauptsächlich durch einen sehr ähnlichen inneren Aufbau, um den Ablauf der Tat sowie Widersprüchlichkeiten aufzeigen zu können. Der Prozess wurde in dem tatsächlichen Gericht von damals, dem Chelmsford Crown Court, aber nicht demselben Gerichtssaal gedreht.

## Ausstrahlung
Die Serie wurde als White House Farm bei iTV ab dem 8. Januar 2020 gezeigt. In Deutschland wurde sie mit dem Titel White House Farm Murders am 20. August 2020 auf dem Amazon Channel Starzplay veröffentlicht. In den Vereinigten Staaten wurde die gesamte Serie, The Murders at the White House Farm genannt, am 24. September 2020 bei HBO Max veröffentlicht. Zusätzlich erschien wöchentlich ein Podcast mit der Emmy-ausgezeichneten Produzentin Lauren Pacheco, die darin mit Personen, die in dem Fall oder der Serie involviert waren, sprach.

## Rezeption

### Reaktionen am Fall Involvierter
Colin Caffell kommentierte, die Arbeit an der Produktion sei kathartisch gewesen, und hoffte, sie würde einen Schlussstrich unter die Geschichte ziehen. Im Anschluss brachte er seine Memoiren erneut heraus. Über seine Exfrau Sheila befand er, die Serie entlaste sie.
Jeremy Bamber beharrt seit seiner Verurteilung kontinuierlich auf seine Unschuld und hat immer wieder Berufungsanträge eingereicht, die stets abgelehnt wurden. Seine Rechtsabteilung hatte iTV erfolglos aufgefordert, die Veröffentlichung der Serie zu verschieben bis nach einer neuen Phase an Anhörungen. Bamber selbst kündigte im Januar 2020 an, neu Berufung einlegen zu wollen anhand Material der Serie als neuen Beweis, indem sie das „ultimative Alibi“ zeige.

### Kritiken
Kritiker lobten den respektvollen Umgang mit und die Darstellung des Mordfalls, die nach Lucy Pavia vom Evening Standard Acht gebe zu vermeiden, abscheulich zu sein. „Das beträchtliche Hintergrundmaterial und das starke Drehbuch von Kris Mrksa geben dem Drama Substanz und Gewicht,“ wobei alles durch Regisseur Whittington sensibel gefertigt sei. Ed Cumming vom Independent nannte sie „unprotzig und auf ruhige Weise kompetent“ und schrieb, die Regie sei zufrieden damit, die Fakten für sich selbst sprechen zu lassen. Allison Keene von Paste kritisierte allerdings, dass die Serie gerade durch den Versuch, eine respektvolle Geschichte über die Opfer zu erzählen, als enttäuschend flach rüberkomme. Sie habe keine Nuance und nichts besonders Interessantes an Stil oder Storytelling aufgrund des Mangels an eines Mysteriums, da die Antwort auf das Whodunit den Zuschauern sofort und offensichtlich signalisiert werde. Das Wer und Warum herauszufinden, sei nämlich gar nicht der Punkt der Serie, sondern es gehe um den Prozess, den Mörder zu Rechenschaft zu führen, der aufgrund von schlechter Handhabe durch die Polizei eine langgezogene Übung an Frustration sei, und darum, Gerechtigkeit für Sheila Caffell zu erlangen.